# 安胜祖
安勝祖（？—1698年），末代水西土司、貴州水西宣慰使。 
安勝祖是前任土司安坤之子，其母祿氏是烏蒙土官之女。康熙三年（1664年），安坤叛亂失敗，祿氏携安勝祖自烏撒逃亡烏蒙，藏匿在山谷中。吳三桂發動三藩之亂後，祿氏與安勝祖前往威寧，與總兵朱萬年一起企圖抗拒，並且祿氏已經說服各地土司響應，但未能勝利。然而，朱萬年被吳三桂殺害。祿氏暗中派人前往探查四川、湖廣、廣西的三路清軍，為其向導。同時，糾集水西土兵舊部起兵反抗吳三桂。
康熙十九年（1680年），清軍進入貴州時，安勝祖歸附清朝，並自陳其功，希望繼任宣慰使。康熙二十二年（1683年）三月，康熙帝派兵部侍郎庫勒納至貴州，察議土司事宜。十二月，庫勒納會同雲貴總督蔡毓榮上疏建議免去安勝祖的烏撒土知府銜、改襲父職水西宣慰使，得到康熙帝的批准。於是水西土司被恢復，並另建阿武長官司，以土目阿武擔任，安勝祖、阿武皆不得干預軍民事務。
康熙三十七年（1698年），安勝祖去世，無子，同時已故的阿武也無嗣。在總督王繼文的建議下，清廷再度將水西改土歸流，改歸大定、平遠、黔西三州的流官管轄。